# Knut Anders Fostervold
Knut Anders Fostervold est un footballeur puis cycliste norvégien, né le 4 octobre 1971 à Oslo, Norvège. Évoluant au poste de milieu de terrain, il est principalement connu pour ses huit saisons à Molde FK, dont il a été le capitaine. Après avoir mis un terme à sa carrière de footballeur, il s'est reconverti comme cycliste.

## Biographie
Il joue durant huit saisons à Molde FK, club dans il sera capitaine durant quatre saisons. Il rejoint ensuite l'Angleterre et le club Grimsby Town, recruté par Lennie Lawrence (en) en prêt.
Il est resté célèbre pour un plongeon simulant une faute, lors d'un match contre Stabæk le 18 septembre 1999. Après avoir été frappé au visage par Pétur Marteinsson (en), il attend plusieurs secondes avant de se jeter au sol tout en se tenant la tête. La vidéo est devenue virale sur internet, et John Carew a même parodié cette attitude lors d'une célébration de but.
Fostervold dispute au cours de sa carrière de footballeur neuf matchs en Ligue des champions, quatre en Coupe de l'UEFA, et deux en Coupe des coupes. 
Ayant pris sa retraite de footballeur à la suite d'une blessure, il remporte la médaille de bronze au contre-la-montre du championnat de Norvège en 2005, n'étant devancé par les deux grandes pointures, Thor Hushovd et Kurt Asle Arvesen. Il réitérera cette performance en 2006 et même l'argent en 2007, devancé par Edvald Boasson Hagen. En 2006 et 2007, il représente la Norvège lors des Championnats du monde de cyclisme sur route.